# 1994年バスケットボール世界選手権
1994年FIBAバスケットボール世界選手権は1994年8月4日から8月14日までカナダオンタリオ州で行われた第12回バスケットボール世界選手権。
大会はトロントのスカイドーム及びメープルリーフ・ガーデンズ、ハミルトンのコップス・コロシアムで開催された。
バルセロナ五輪に続きドリームチームで挑んだ米国が決勝戦でロシアを137-91と言うスコアで振り切り、2大会振りに優勝を決めた。

## 最終結果
| 1994年世界選手権優勝国 |
| ---------------------- |
| · アメリカ · 3回目     |

| 順位 | 国             |
| ---- | -------------- |
| 2    | ロシア         |
| 3    | クロアチア     |
| 4    | ギリシャ       |
| 5    | オーストラリア |
| 6    | プエルトリコ   |
| 7    | カナダ         |
| 8    | 中国           |
| 9    | アルゼンチン   |
| 10   | スペイン       |
| 11   | ブラジル       |
| 12   | ドイツ         |
| 13   | 韓国           |
| 14   | エジプト       |
| 15   | キューバ       |
| 16   | アンゴラ       |